# Jan Chryzostomus Neruda
Jan Chryzostomus Neruda (Rosice, 1º dicembre 1705 – Praga, 2 dicembre 1763) è stato un violinista e direttore di coro ceco, fratello di Johann Baptist Georg Neruda.

## Biografia
Dopo essersi formato musicalmente nella capitale boema, come il fratello minore Johann Baptist Georg (Jan Křtitel Jiří) fu inizialmente attivo come violinista presso un teatro praghese. Nel 1726 nel monastero premostratense di Strahov, dove nel 1733 divenne succentore e dieci anni dopo (nel 1743) cantore e maestro del coro.